# Murphy (Beckett)
Murphy ist der Titel eines 1938 publizierten Romans des irischen Schriftstellers und Nobelpreisträgers Samuel Beckett. Erzählt wird die tragikomische Beziehung des Solipsisten Murphy und der Prostituierten Celia im Kontrast zu einer absurden Detektivgeschichte. Die deutsche Übersetzung von Elmar Tophoven erschien 1959.

## Überblick
London ist der Treffpunkt der sechs irischen Protagonisten, die hier ihre Beziehungsprobleme und Konflikte austragen. Im Mittelpunkt des Romans steht die tragisch-groteske Geschichte Murphys, eines introvertierten, an Aktivitäten und am Leben der Gesellschaft desinteressierten jungen Mannes, und seiner Freundin Celia, die sich als Waisenkind durch Prostitution ernähren muss und von einer echten Liebesbeziehung und einem bürgerlichen Leben träumt. Während Murphys kurzer Londoner Zeit verläuft sein Weg konsequent auf die körperliche Auslöschung zu. Zeitlich parallel und als Gegenpol dazu entwickelt sich eine komödienhafte, turbulente Detektivgeschichte: Ein Corker Quartett um Professor Neary sucht nach Murphy. Beide Handlungsstränge treffen sich am Ende des Romans.
| → Kapitelübersicht |
| 1. Murphy meditiert in seinem Schaukelstuhl und erinnert sich an seine Studentenzeit in Cork. 2. Celia spricht mit ihrem Großvater über ihre Beziehung zu Murphy. 3. Murphy und Celia interpretieren sein Horoskop unterschiedlich in Bezug auf ihre Lebenskonzepte. 4. In Dublin erzählt Professor Neary seinem ehemaligen Schüler Wylie von seiner Liebe zu Miss Counihan, die immer noch auf eine Nachricht ihres Freundes Murphy aus London wartet. 5. Celia stellt Murphy ein Ultimatum und dieser findet eine Arbeitsstelle in einer Psychiatrie. 6. Der Erzähler beschreibt Murphys Geist-Welt-Problem. 7. Das Corker Quartett sucht mit unterschiedlichen Motiven Murphy in London. 8. Murphy zieht aus der gemeinsamen Wohnung aus, während Celia im Hyde-Park ihren Großvater sucht. 9. Murphy findet seine Erfüllung im Umgang mit den Patienten der Psychiatrie. 10. Die vier Corker haben Celias Wohnung gefunden und warten dort auf Murphy. 11. Murphy spielt mit Mr. Endon seine letzte Partie Schach und stirbt bei einem Zimmerbrand. 12. Celia und die Corker identifizieren Murphy und Cooper verstreut versehentlich seine Asche. 13. Celia arbeitet wieder als Prostituierte und beobachtet den davonfliegenden Drachen ihres Großvaters im Hydepark. |

## Murphy-Handlung

### Murphys und Celias Lebensvorstellungen
Die Titelfigur ist ein junger solipsistischer Individualist. Nachdem er die Universität in Cork im Februar verlassen hat und nach London gegangen ist, führt er dort ohne Beruf und Stellung ein unstetes Leben. Er glaubt, wie seine Freundin Celia ihrem Großvater erzählt, „dass die Zukunft Großes für ihn bereithält“. Finanziell unterstützt wird er von seinem Onkel Quigley, einem „in Holland lebenden begüterten Tunichtgut“, der ihm die Miete bezahlt. Mit Hilfe zu hoch angesetzter, von seiner „Hausdame“, der Vermieterin, gegen eine Provision gefälschter Mietrechnungen bleibt ihm etwas Geld übrig, z. B. für einen Konzertbesuch: „Diese prächtige Einrichtung gestattet ihm, sozusagen nach Belieben dahinzusiechen, sie erwies sich jedoch für einen noch so bescheidenen Hausstand als unzulänglich.“ Aber er kann vom Onkel nicht noch mehr fordern, weil er fürchtet, dass dieser seine Zahlungen ganz einstellt: „Soll ich die Hand, die mich darben lässt, beißen […] damit sie mich erdrosselt?“ Sein Lebensunterhalt wird mit Celias durch Prostitution verdientem Geld finanziert: „Celia gab jeden Penny aus, den sie verdiente, und Murphy verdiente keinen Penny.“ (Kap. 2)
Im zweiten Kapitel wird die Vorgeschichte erzählt: Celia hat mit vier Jahren Irland verlassen. Ihre Eltern kamen bei einem Feuer auf dem Kreuzfahrtschiff „Morro Castle“ 1930 ums Leben. Seither muss sie als Prostituierte ihren Lebensunterhalt verdienen. Ihre Bezugsperson ist ihr altersschwacher Großvater Willoughby Kelly. Er wohnt in Tyburnia, nördlich des Hyde-Parks. Dorthin fährt er täglich mit seinem Rollstuhl und trifft sich mit seinen Freunden zum Drachenflug. (Kap. 8)
In der Johannis-Nacht im Juni sah Celia beim Gang durch ihr Revier in West Brompton zufällig Murphy, der mit einer Sternenkarte den Himmel beobachtete. Celias Gemütszustand in dieser Lebensphase wird deutlich an einer Bemerkung des Erzählers, als sie vor ihrem Zusammentreffen auf die Themse zugeht: „Celias Ziel war klar: das Wasser. Die Versuchung hineinzugehen, war mächtig, aber sie schob es beiseite.“ Celia sprach Murphy an, sie verliebten sich ineinander, er machte ihr einen Heiratsantrag und sie begannen eine Beziehung. Sie erhofft sich ein von Murphys Arbeit finanziertes bürgerliches Leben ohne Prostitution. Als sie ihrem Großvater im September, bevor sie ihrem Freund sein Horoskop bringt, von ihrer Beziehung und ihrer Planung erzählt, warnt sie dieser vor Illusionen, denn er glaubt nicht an eine Wandlung Murphys. Sie jedoch will ihr Glück erzwingen und meint, „mit vereinten Kräften würden sie es sicher schaffen, ein wenig zu verdienen.“ Nach dem Gespräch verabschiedet sie sich von Mr. Kelly: „Nun habe ich niemanden mehr, dachte Celia, es sei denn Murphy.“ (Kap. 2)
Celia hat nach fast fünf gemeinsamen Monaten mit Murphy, von Juni bis Oktober, nachdem sich nichts in ihrem Sinn geändert hat, ihm das Ultimatum gestellt, entweder er suche sich Arbeit oder sie beende die Beziehung. Sie will aus Murphy, dem Solipsisten, einen „Weltmann“ machen. Er ist jedoch mit dem bisherigen Zustand recht zufrieden und sieht die „Antinomien der freier Liebe“ aus seiner egozentrischen Perspektive, nämlich „dass eine Arbeitsverpflichtung für einen noch so geringen Lohn unausbleiblich die zumindest vorläufige Vernichtung des sichtbaren Universums für seine Geliebte zur Folge haben würde. […] War sie nicht reichlich alt für so eine Umstellung?“ Sie dagegen möchte ihre Arbeit als Prostituierte aufgeben und will ihm eine konventionell- normale Rollenverteilung schmackhaft machen: „Dann wird es nichts mehr geben, das mich von dir ablenkt“ (Kap. 5). Das klingt für ihn eher wie eine Drohung. Er dreht Celias Forderung um, wenn er arbeiten müsse, sei ihre Liebe zu Ende, denn er hätte dann keine Zeit mehr für seine Lieblingsbeschäftigung, dem permanenten Meditieren. Nach einiger Zeit der Trennung bietet Murphy Celia an, die Entscheidung von einem Horoskop abhängig zu machen.

### Murphys Schaukelstuhl
Vor dem Hintergrund dieser existentiellen Situation beginnt der Roman. Der Protagonist hat sich in seinem schattigen Zimmer in West Brompton nackt an einen Schaukelstuhl gefesselt und schaukelt sich in Trance, um das Gefühl zu haben, sein Geist habe sich von seinem Körper getrennt: „Er brachte den Stuhl bis zum äußersten ins Schaukeln, dann ruhte er aus. Allmählich versank die Welt, die große Welt, in der Quid pro quo feilgeboten wurde[…] zugunsten der kleinen, wie es im sechsten Kapitel beschrieben ist, wo er sich selbst lieben könnte.“ (Kap. 1) Eingeblendet in sein Schaukeln sind seine Erinnerungen an Gespräche mit dem Corker Professor Neary, dem Pythagoreer, der eine Harmonie mit dem Kosmos anstrebt. Er lehrte Murphy die Harmonie zwischen Leib und Seele, die Symmetrie zwischen den Extremen. Murphy konnte jedoch die Spaltung in sich zwischen Innen- und Außenwelt nicht überwinden, trennte sich von seinem Lehrer und fuhr nach London. Zurück ließ er seine Geliebte Miss Counihan, die seither vergeblich auf Briefe von ihm wartet.

### Murphys Geist
Im 6. Kapitel erklärt der auktoriale Erzähler Murphys psychisch-existentielle Situation: Sein Geist ist ein geschlossenes System, eine isolierte Innenwelt, aber er hat körperliche Bedürfnisse und muss deshalb immer wieder Beziehungen zu Frauen eingehen, die sich in ihn verlieben und ihn binden wollen. Er kann dagegen die Gesellschaft der Menschen und ihren Betrieb nicht ertragen und löst sich immer wieder aus Beziehungen, z. B zu Neary und Miss Counihan. Durch das Schaukeln erreicht er einen Schwebezustand und hat Fluggefühle. Dies ist eine Art mystischer Vertiefung, eine Kontemplation oder ein Trancezustand mit Glücksgefühlen, mit dem Höhepunkt der absoluten Freiheit und der Körper-Geist-Kongruenz. Murphy sucht durch das Horoskop die günstigen Faktoren zu ermitteln und dies auf übernatürliche Determination, bzw. kosmische Konstellationen zurückzuführen. So sieht er in der Zufallskette, wie er zu der Arbeit in der Psychiatrie kam, eine höhere Vorherbestimmung.

### Murphys Arbeitssuche
Nach dem Gespräch mit ihrem Großvater besucht Celia am 12. September Murphy in seiner Wohnung, um ihm das Horoskop von Pandik Suk zu bringen (Kap. 3). Sie findet ihn auf dem Boden unter seinem Schaukelstuhl, aus dem er nach einem Flugerlebnis und einem Herzanfall gestürzt ist. Celia deutet die widersprüchlichen Aussagen des Horoskops in ihrem Sinn und setzt sich diesmal mit einem Ultimatum durch, sie würde sich von ihm trennen und sich ein neues Revier für ihre Arbeit suchen. (Kap. 3)
Celia sucht als erstes ein von ihrem Revier entferntes neues Umfeld und mietet von ihrem ersparten Geld ein Zimmer in der Brewery Road in Pentonville. (Kap. 5) Von hier aus schickt sie Murphy jeden Morgen, mit Fourpenny für ein Mittagessen ausgestattet, zur Arbeitsuche, sitzt dann im Schaukelstuhl, lässt sich von der Hausdame Miss Carridge Tee servieren und empfängt ihren Geliebten mit einem Abendessen. Doch dieser treibt sich ohne ehrliche Bemühungen in der Gegend herum und bewirbt sich nur in Büros, wo er keine Chance hat, eingestellt zu werden. Durch Tricks, Kritik am Tee usw. versucht er etwas einzusparen und damit eine Busfahrt zu finanzieren. Am Freitag, dem 11. Oktober, trifft er einen alten Bekannten: Austin Ticklepenny, Kneipenpoet aus Dublin und bekannter Säufer. Dieser kam zur Entziehungskur in die Londoner Psychiatrie „Magdalen Mental Mercyseat“. Als Gegenleistung arbeitete er als Helfer und wurde nach seiner Heilung als Wärter angestellt. Da er die Arbeit mit den Psychopathen nicht mehr ertragen kann, sucht er für sich einen Ersatz. Murphy ist sofort zur Übernahme bereit.
Es ist ein Schicksalstag für Celia und Murphy mit Vorzeichen: Der im Stockwerk über ihnen wohnende und ständig unruhig herumlaufende alte Mieter hat sich mit seinem Rasiermesser die Kehle durchgeschnitten und Celia tauscht ihr Zimmer im ersten Stock gegen sein kleineres. Mit Miss Carridge einigt sie sich über die Miete: Die Rechnung an den Onkel soll den gleichen Betrag aufweisen wie bisher. Da das kleinere Zimmer billiger ist, zahlt Miss Carridge die Differenz, abzüglich einer Provision, an Celia aus. (Kap. 7) Am Abend teilt ihr Murphy mit, dass er bei der Suche nach „Ihrer Arbeit“ erfolgreich war, er vermisst ihre Begeisterung darüber und erzählt ihr nicht, um welche Arbeit es sich handelt. Der Erzähler kommentiert: „Er liebte sie immer noch genug, um sie gelegentlich mit Vergnügen leiden zu lassen“. Indirekt bereitet er die Trennung durch seine Schuldzuweisung vor: „Die Arbeit ist Deine Schuld“. Er werde vermutlich einige Zeit nicht nach Hause kommen: Auf ihre Befürchtung, dass er sie für immer verlässt, entgegnet er zwar, wenn er dies vorhätte, würde er seinen Schaukelstuhl gleich mitnehmen. Doch genau das geschieht am nächsten Tag, während Celia ihren Großvater im Hyde Park sucht. Ohne eine Nachricht über seinen Arbeitsort in der Psychiatrie zu hinterlassen, verschwindet er.
Celias Hoffnungen haben sich nicht erfüllt. Sie merkte schon vorher, wie sich Murphy bei der Arbeitssuche immer mehr von ihr entfernte, und als er ihr die positive Nachricht mitteilt, kann sie sich nicht darüber freuen. Nach seinem Abschied sitzt sie melancholisch in ihrem Zimmer und verlässt vierzehn Tage nicht das Haus. Dann wandert sie zum ersten Mal wieder zum Hyde-Park, um ihren Großvater beim Drachenflug zu sehen. Auf dem Weg ist sie in Versuchung, nach West Brompton abzubiegen und durch ihr altes Revier, Kreuzung Cremorne Road und Stadium Street, bei Tageslicht zu gehen, aber „sie schob es beiseite, dafür wäre immer noch Zeit“ (Kap. 8).

### Wärter in der Psychiatrie
Murphy bemüht sich gleich am nächsten Tag um die Stelle als Wärter in der psychiatrischen Klinik „Magdalen Mental Mercyseat“ im Norden Londons. (Kap. 9) Er verhandelt mit dem Chefkrankenpfleger Thomas Clinch (Bim) und seinem Zwillingsbruder, dem Oberkrankenpfleger Timothy (Bom). Bim hat noch weitere Mitglieder seiner Familie in der Anstalt untergebracht, u. a. Onkel Bum. Er einigt sich mit ihm und Ticklepenny, der wieder für Hilfsarbeiten eingesetzt wird, und er bezieht ein Dachkämmerchen im Wohnhaus für die Pflegekräfte. Dass Murphy sofort mit der Arbeit beginnen will, ist für Bom sonderbar. Er ordnet Murphy der Kategorie der Narren zu, im Gegensatz zum Spitzbuben Ticklepenny, seinem intimen Freund: Da er als humanitärer und aufgeklärter Mensch, der an der Welt verzweifelt, der Allianz zwischen einem Spitzbuben und einem Narren nicht widerstehen kann, stimmt er resigniert zu. Da in Murphys Kammer nicht geheizt werden kann, verlegt Ticklepenny unprofessionell mit alten Materialien eine Gasleitung vom WC zum Dachraum, um dort in einem altmodischen Gasöfchen mit einer Funkenpistole ein Feuer zu entzünden.
Murphy beginnt seine Arbeit als Krankenwärter im Skinners House und findet den Wahnsinn der Patienten höchst interessant. Die Patienten erwecken in ihm „den Eindruck jener in sich selbst versunkenen Gleichgültigkeit gegenüber den Zufälligkeiten der zufälligen Welt, die er für sich selbst als einziges Glück erkoren und so selten erreicht hatte.“ Es ist die in sich von der absurden Umwelt abgeschlossene Sphäre, in die sich Murphy kurze Augenblicke schaukeln konnte und doch gespalten blieb, denn er konnte nie bei seiner intellektuellen Liebe zu sich selbst bleiben. Er wurde aber immer wieder in die Außenwelt gelockt, z. B. durch Celias Reize. Jetzt erlebt er Patienten, die nicht in diesem Konflikt zwischen der großen und der kleinen Welt stehen, und er sieht in der Psychiatrie die Vision seiner Höhle; „Wo sie nichts wert sind, da werden sie nichts wünschen“. Er sieht es als falsch an, dass die Psychologen die Patienten aus diesem Paradies in die äußere Realität der eigentlich kranken Gesellschaft zurückbringen wollen. (Kap. 9)
Murphy identifiziert sich ganz mit seiner Arbeit und er hat Erfolg bei den Patienten, mit denen er eine Seelenverwandtschaft verspürt. Er ist traurig, wenn abends seine Arbeitszeit zu Ende ist und er ins Wohnheim zurück muss. So holt er an einem Samstag seinen Schaukelstuhl und seinen Koffer aus der Brewery Road. In Umkehrung von Suks Horoskop sieht er jetzt sein geschlossenes System als feststehenden Ausgangspunkt, der auf die Sternenkonstellationen projiziert wird.

### Murphys Schachspiele mit Mr. Endon
Eines Tage wird Murphy vom Chefarzt Killiecrankie mit der Beobachtung eines schizoiden Patienten beauftragt, des kleinen olivbraunen Mr. Endon, der wegen einer Schlafstörung, bei der die Atmung unterbrochen wird, als selbstmordgefährdet gilt. Es entwickelt sich ein intensives Verhältnis zwischen den beiden. Sie spielen den ganzen Tag andauernde Schachpartien, oft ohne einander zu begegnen. Murphy übernimmt immer die weißen Figuren und versucht anfangs ein normales Spiel zu entwickeln, bemerkt aber, dass Endon sich nicht auf einen Kampf einlässt, keine gegnerische Figur schlägt und ihn nie schachmatt setzt, wenn dies möglich wäre. Er spielt defensiv und zieht sich immer wieder zurück anstatt anzugreifen. Murphy stellt sich auf diese defensive Taktik ein, keiner will gewinnen und so enden die Partien immer remis.
Die Entwicklung zum Ende hin beginnt mit Murphys Desillusionierung über die schizophrenen Patienten. Anfangs sieht er in den Kranken ihm verwandte Wesen und glaubt, v. a. mit Endon, eine geistige Verbindung ohne verbale Kommunikation aufbauen zu können. Er merkt aber, dass die Patienten nicht entsprechend reagieren: „Kurz, da war nichts außer ihm, der unbegreiflichen Kluft und ihnen. Das war alles. Alles. ALLES.“ (Kap. 11) Er registriert, dass er für Endon nur der austauschbare Schachspieler ist, der seinen Tag auszufüllen hilft und sich von ihm seine absurde Defensivstrategie aufzwingen lässt. Ihre letzte, nächtliche Partie verläuft nach dem gewohnten Ritual, doch Murphy gibt diesmal auf und legt als Zeichen dafür nach dem 43. Zug seinen weißen König zur Seite: Das „Etwas“ weicht vor dem Nichts. Während er darüber nachsinnt, läuft Endon aus der Zelle auf den Gang und bringt den Kontrollapparat durch wirre Schaltungen so durcheinander, dass Bim annehmen muss, Murphy sei verrückt geworden. Nachdem er Endon wieder in seine Zelle eingeschlossen hat, schaut Murphy ihm tief in die Augen und sieht in dessen Pupillen ein Spiegelbild von sich: „Das Letzte, was Mr. Murphy von Mr. Endon sah, war Mr. Murphy ungesehen von Mr. Endon. Dieses war auch das Letzte, was Murphy von Murphy sah.“ Der Erzähler kommentiert: „Die Beziehung zwischen Mr. Murphy und Mr. Endon könnte nicht besser zusammengefasst werden, als in dem Bedauern des ersteren beim Sehen seiner selbst in der letzteren Immunität gegen das Sehen von irgend etwas anderem als sich selbst.“ Murphy geht in seine Dachkammer, stellt die Gasheizung an und schaukelt sich nackt immer schneller in einen Zustand hinein, in dem er sich nicht mehr an die Personen seines Lebens erinnern kann: „Bald würde sein Körper ruhig sein, bald würde er frei sein.“ (Kap. 11)

### Murphys Testament
Durch das ausströmende Gas bricht in der Dachkammer Feuer aus und Murphy verbrennt. Zwischen den Trümmern wird sein Testament mit Celias Adresse gefunden. Mit den bei ihr auf Murphy wartenden irischen Amateurdetektiven fährt sie am Mittwoch, 23. Oktober, in die Psychiatrie und identifiziert den Toten an einem Muttermal auf dem Gesäß. Nach seinem letzten Willen soll seine Asche im Abbey Theatre in Dublin, wo er seine glücklichsten Stunden verbrachte, in die Toilette gespült werden. Neary verspricht, dies zu übernehmen, beauftragt jedoch Cooper den Beutel mit der Asche wegzuwerfen. Cooper geht damit in eine Kneipe, betrinkt sich und wirft das Paket nach einem Mann, von dem er sich beleidigt fühlt. Die Asche landet auf dem Fußboden und wird am nächsten Morgen bei der Reinigung weggefegt. (Kap. 12)

### Mr. Kellys Drachenflug
Während Murphys Geschichte schicksalhaft linear auf sein groteskes Ende hinzielt, kehrt die Celia-Handlung kreisförmig zu ihrem früheren Leben zurück: Sie arbeitet wieder als Prostituierte und beobachtet am Samstag, 26. Oktober, im Hyde Park die fliegenden Drachen. Sie blickt zum Himmel, „um ihre Augen mit jenem sanften sonnenlosen Licht zu salben, das ihre einzige Erinnerung an Irland geblieben war. […] Das groteske Fieber himmelwärts strebenden Spielzeugs, der immer weiter entfernte Himmel, der das Wolkensegel zerfetzende Wind, die von Federwolken gestreiften blassen, grenzenlosen, blau-grünen Durchblicke, das versiegende Licht – ehemals hätte sie dies alles bemerkt.“ Als am Abend der Park von den Wärtern geschlossen wird („All out“), reißt sich der Drache aus den Händen des eingeschlummerten Großvaters. Die Schnur reißt und der Drache ist bald außer Sicht. Celia schiebt den erschöpften Mr. Kelly im Rollstuhl nach Hause. „Sie schloss ihre Augen, All out.“ (Kap. 13)

## Parallelhandlung: Das Corker Quartett
In einer zeitlichen Parallelhandlung versuchen vier skurrile Corker Murphy in London aufzuspüren: sein früherer Professor der Akademie in Cork Neary mit seinem Diener Cooper, sein ehemaliger Kommilitone Wylie und seine noch immer auf seine Briefe wartende Geliebte Miss Counihan.
Zwischen Neary und Murphy gibt es eine doppelte Rivalität: Neary lehrte Murphy nach der pythagoräischen Philosophie die „Apmonie“, d. h. die Harmonie zwischen Leib und Seele, die wohlproportionierte Symmetrie zwischen den Extremen. Dazu lernte er in Indien die Technik des Herzanhaltens. Murphy konnte jedoch die Spaltung zwischen Innen- und Außenwelt nicht überwinden und trennte sich von Neary.
Aktualisiert wird dieser Gegensatz durch die Bekanntschaft Nearys mit Miss Counihan, deren Problematik er am Donnerstag, dem 19. Sept., seinem ehemaligen Schüler „Nadel“ Wylie im Dublin klagt (Kap. 4): Als Miss Counihan im März seine Werbung ablehnt, weil sie immer noch auf einen Brief ihres vor einem Monat nach London gereisten Geliebten wartet, ist Neary eifersüchtig auf seinen bei Frauen erfolgreichen Schüler. Er selbst hat mit seinen Beziehungen kein Glück. Nach zwei Scheidungen wird er immer wieder abgewiesen, vor Miss Counihan umwarb er vergeblich Miss Dwyer, die ihm jedoch den Fliegerleutnant Elliman vorzog und erst als sie von diesem abgelehnt wurde, sich für Neary zugänglich zeigte, aber er zog sich gekränkt zurück. Jetzt wiederholt sich dieses Prozedere mit Miss Counihan: Nach ihrer Ablehnung macht sie ihm nun Hoffnungen, nachdem sie vier Monate nichts mehr von Murphy gehört hat. Jedoch will sie sich zwei Optionen offen halten und stellt Bedingungen: Voraussetzung für eine Beziehung mit Neary sei der dokumentierte Nachweis entweder von Murphys Tod oder ihrer Zurückweisung von dem ehemaligen Geliebten oder seiner Untreue oder seinem wirtschaftlichen Misserfolg. Dann reist sie nach Dublin ab in Wynns Hotel. Neary folgt ihr in Begleitung seines Faktotums Cooper, er darf aber nicht bei ihr im selben Hotel übernachten, sondern muss in einem Obdachlosenheim logieren. Miss Counihan zwingt mit diesem Manöver Neary zu Nachforschungen und hofft, Murphy zu finden. Andernfalls hat sie die Option auf Neary, der die ganze Aktion finanziert.
Neary kann nicht verstehen, dass Murphy nicht auf seine Weise lieben kann, aber bei Frauen beliebt ist, und beschimpft ihn wegen seiner Kraftlosigkeit im tätigen Leben als „Bündel apollonischer Asthenie“ und wegen seiner komplizierten zu Krämpfen neigenden Psyche als „schizoide Spasmophile“. Wylie bestätigt ihn mit dem Kommentar „wirklich ein seltenes Schwein“ und bietet sich an, Miss Counihan von Murphys schlechtem Charakter zu überzeugen, er nutzt aber die Situation, um mit ihr hinter Nearys Rücken eine Affäre zu beginnen.
Neary hat die Hoffnung, dass Murphy gescheitert ist, und schickt Cooper nach London, um ihn zu suchen. Dieser ist zuerst erfolgreich. Er entdeckt am 12. September den aus dem Schaukelstuhl gestürzten Murphy und sieht, wie kurz darauf eine Frau das Haus betritt. Durch Murphys Umzug nach Pentonville verliert er aber die Spur. Er kehrt nach Dublin zurück (Kap. 7) und wird wegen seines Misserfolgs von Neary entlassen. Wylie rät Neary, selbst nach London zu reisen und die Nachforschungen in die Hand zu nehmen. Während Nearys Abwesenheit baut er seine Beziehung mit Miss Counihan weiter aus. Miss Counihan ist über die Nachricht von einem möglichen Überfall auf Murphie sowie einer Frau in seiner Nähe schockiert und sie möchte auch Näheres über Nearys in London lebende geschiedene Frau Ariadne geb. Cox erfahren. Immerhin will sie sich die verschiedenen Möglichkeiten, Murphy, Wylie, Neary, offen halten, aber ihre Affäre mit Wylie muss geheim bleiben, um ihren Finanzier Neary nicht zu verärgern Deshalb beschließen die drei die Fortsetzung von Coopers Nachforschungen, und sie reisen auf Nearys Kosten nach London (Kap. 7)
In London angekommen entwickelt sich zwischen den vier Iren eine Gaunerkomödie mit gegenseitigen Intrigen (Kap. 10). Wylie und Miss Counihan verfolgen eigene Interessen und lassen Cooper nach Ariadne Neary suchen. Sie arbeiten gemeinsam und einzeln mit und gegen Neary und informieren ihn über neue Nachrichten Coopers, allerdings in gegenseitiger Konkurrenz im Kampf um die Position des Erstinformanten. Denn jeder will seine Finanzquelle nicht verlieren. Aber Neary durchschaut ihren Verrat, denn er hat sich inzwischen wieder mit Cooper versöhnt, weil er ohne ihn nicht zurechtkommt. So weiß er über alles aus erster Quelle Bescheid, auch über Wylies und Counihans Betrug. Aber er hat inzwischen das Interesse an ihr verloren und glaubt auch nicht mehr an den Erfolg der Aktion, aber er möchte wissen, was aus seinem Schüler Murphy geworden ist. So lässt er alles beim Alten und finanziert weiter die Gruppe.
Cooper hat inzwischen im Hyde Park Celia als die Frau in Murphys Haus erkannt. Er folgt ihr zur Wohnung in Pentonville, notiert sich die Adresse und informiert die Auftraggeber. Die vier fahren zu Celia, erfahren, dass Murphy spurlos verschwunden ist und warten bei ihr auf seine Rückkehr. Hier erreicht sie nach einigen Tagen die Nachricht von Murphys Tod. Sie fahren in die Psychiatrie und erledigen die Formalitäten. Neary gibt jedem seiner Kompagnons einen Scheck, auch dem Arzt, der die illegale Einäscherung vornimmt („Das Leben ist ziemlich irregulär“), und sie gehen in verschiedene Richtungen auseinander. Neary übernimmt zwar den Auftrag, Murphys Asche nach Irland zu bringen, aber anstatt sie in der Theatertoilette in Dublin hinunterzuspülen, soll Cooper sie einfach wegwerfen. (Kap. 13).

## Form
Der Autor lässt die Geschichte durch einen Auktorialen Erzähler vortragen: Dieser verbindet die beiden Handlungsstränge miteinander durch Zeitangaben, die er mit der Bemerkung „um pedantisch genau zu sein“ (Kap. 7) ironisiert, und durch Einordnungen in den Zusammenhang. Die Haupthandlung spielt vom 12. September bis 26 Oktober, vermutlich im Jahr 1936. Informationen über die Vorgeschichte erhält der Leser durch Rückblicke des Erzählers und durch Gespräche der Protagonisten.
Die auktoriale Erzählsituation ermöglicht Beckett literarische Spiele: Intertextualität, d. h. die Einarbeitung anderer literarischer Texte, und Metafiktion, welche die Textualität durch Ironie, Leseransprache und selbstreflektierende Kommentare bewusst macht.
Literaturbezüge
- Dante Alighieris Figur Belacqua, der phlegmatische Träumer aus dem 2. Teil der Göttlichen Komödie (4. Terrasse des Fegefeuers)
- Ikarus- und Dädalus-Motiv in Murphys Schaukelstuhl sowie in Kellys Drachenflug im Vergleich zu Stephen Dedalus in James Joyce Roman Ein Porträt des Künstlers als junger Mann
- Personen und Zitate aus dem Alten Testament: z. B. Bildad, Zofar, Ijob, „Die Tochter des Blutegels (Sprüche Salomos. 30,15: Der Blutegel hat zwei Töchter, die heißen: „Gib her, gib her!“) ist ein geschlossenes System.“
- Personen und Zitate aus der Literatur: u. a. André Malraux, John Fletchers Schäferspiel „The Faithful Shepherdess“, François Rabelais Gargantua und Pantagruel, Penelope. „Cooper […] wird Diener zweier Herren.“

Selbstreflektionen
Kommentare zur Textfassung und Ansprache an den Leser: „[W]enn unsere Rechnung stimmt“ „Der obige Abschnitt wurde sorgfältig darauf zugeschnitten, den gebildeten Leser zu verderben.“ (Kap. 7, S. 69). „Dies waren die Hauptgründe für die Trennung, wie es im sechsten Kapitel beschrieben ist“, „es war nicht ganz das richtige Wort, die Ausdrücke deuten nicht darauf hin“, „charakteristisch für Miss Counihans Verhalten war die Tatsache.“, „Leider ist hier der Punkt der Geschichte erreicht worden, wo eine Rechtfertigung des Ausdrucks „Murphys Geist“ versucht werden muss.“
Labyrinthische Strukturen und Paradoxien als Merkmale einer absurden Welt
Die eigentlich von Anfang an ausweglose Situation, die egozentrische widersprüchliche Argumentation Murphys bis zur Auslöschung seiner Person. Groteske Beziehungsgeschichten, z. B. das Liebeskarussell Nearys und Miss Dwyer. Paradoxien in der Argumentation: „Obwohl Wylie mein freundschaftliches Vertrauen enttäuscht hat, gebe ich mir nicht einmal die Mühe, ihm zu verzeihen.“ „Der unauffindbare Murphy ist von einem Mittel zu einer trivialen Befriedigung zum Zufall eines Zufalls, wie er selbst sagen würde, zu einem Endzweck, dem Endzweck, meinem einzigen und unerlässlichen Endzweck geworden“ (Neary).
Parodie
Becketts Roman weist Merkmale der Tragikomödie und der Grotesken auf. Der Autor nutzt das Spiel mit literarischen Mustern sowohl zur Parodie von Trivialliteraturklischees als auch in der Überzeichnung seiner Figuren zur Gesellschaftssatire und zur Veranschaulichung der absurden Labyrinthik des Lebens.
Die Celia-Handlung parodiert, mit spöttischen Kommentaren, das Muster des Waisenkindes, das sich prostituieren muss, um den Lebensunterhalt zu verdienen, und von einer Liebesbeziehung und einem bürgerlichen Leben träumt („Celia liebte Murphy, Murphy liebte Celia, es war ein unverkennbarer Fall von erwiderter Liebe“, Kap. 2), jedoch von einem egoistischen jungen Mann („Er liebte sie immer noch genug, um sie gelegentlich mit Vergnügen leiden zu lassen“, Kap. 8) enttäuscht wird. Diese Karikatur verstärkt noch der altersschwache Großvater mit dem Drachenflieger-Hobby, der pragmatisch sein Enkelkind vor dem lebensscheuen Freund warnt, sich aber mit der Prostitution abgefunden hat. Großherzig hat Celia auch nach dem abschiedslosen Auszug des Geliebten noch Verständnis für Murphy: „Ich war ein Stück von ihm, das er nicht entbehren konnte, was ich auch tun mochte […] Er musste mich verlassen, um zu sein, wie er war, bevor er mich traf, nur schlechter, oder besser, was ich auch tun mochte. […] Ich war das letzte Exil.“ (Kap. 8)
Im komischen Cork-Quartett wird die absurde, aber im Unterschied zu Murphy überlebensfähige Gesellschaft porträtiert: In der Detektiv-Klamotte verfolgen alle ein gemeinsames Ziel, Murphy zu finden, aber mit unterschiedlichen Motiven. Dabei intrigieren sie ständig hinter den Rücken der Kompagnons und haben am Ende das Interesse aneinander verloren und trennen sich.

## Entstehungsgeschichte und Rezeption
Die Titelfigur Murphy hat offenkundig einen autobiographischen Bezug: Statt nach dem Tod seines Vaters (1933) gemeinsam mit seinem Bruder die Firma zu leiten, ging Beckett von Dublin nach London und begann, von der Mutter finanziell unterstützt, Erzählungen und Romane zu schreiben. Er hatte jedoch mit den Publikationen keinen Erfolg und litt an Geldmangel und Depressionen. Während seiner Arbeit an „Murphy“ (1934) begann er eine zweijährige Psychoanalyse bei Wilfred Bion, einem Experten für schizophrene Phänomene. In dieser Zeit hörte er Vorlesungen des Psychoanalytikers  C.G. Jung und besuchte für seine Romanstudien die Nervenheilanstalt von Beckenham. Beckett schrieb seinen Roman – im Unterschied zu seinen späteren Schriften – in englischer Sprache in sechs Notizbücher. Nach vielen Ablehnungen wurde „Murphy“ auf Empfehlung von Becketts Malerfreund Jack Butler Yeats bei Routledge 1938 veröffentlicht, stieß jedoch auf keine große Resonanz.
Erst nachdem der Autor mit seinem 1948 entstanden Stück „Warten auf Godot“ 1953 internationale Anerkennung fand, befasste sich die Literaturkritik auch mit seinem Frühwerk und erkannte viele Motive seiner anderen Romane und Dramen wieder: Der Rückzug aus der Welt findet sich bei den späteren Romanfiguren Molloy und Malone (1951) noch verstärkt. Murphy kann als Variation des phlegmatischen Träumers Belacqua aus dem 2. Teil der Göttlichen Komödie (4. Terrasse des Fegefeuers) von Dante Alighieri angesehen werden. Außerdem wurden Ähnlichkeiten mit Stücken des Absurden Theaters entdeckt, als dessen prominenter Repräsentant der Autor gilt: unlogische Szenarien, absurde Handlungen und wahllos verknüpft erscheinende Dialogreihen, Armseligkeit und Absurdität des menschlichen Lebens, Parodien der Erzählklischees der traditionellen Literatur.
Literaturwissenschaftliche Untersuchungen ordnen den Roman in die literarische Tradition ein: Murphys Schaukelstuhl und Kellys Drachenflug sind Rückgriffe auf das Ikarus und Dädalos-Motiv: die Titelfigur Murphy ist Becketts Replik auf den Protagonisten Stephen Dedalus in dem Roman „Ein Porträt des Künstlers als junger Mann“ von James Joyce, dessen „Anna Livia Plurabelle“–Kapitel aus dem Roman „Finnegans Wake“ Beckett in einer Gemeinschaftsarbeit übersetzte.
„Mit Murphy hat Beckett seinen realistischsten und heitersten Roman geschrieben, ein Buch glänzender Ironie. Der Held scheitert bei dem Versuch, die völlige Ruhe jenseits alles Irdischen zu erlangen, und endet auf ihm sehr gemäße Weise in einem lächerlichen Tod. Damit ist bereits das Thema angeschlagen, das Beckett immer wieder beschäftigt hat: der Zweifel an der Größe und Vollkommenheit des Menschen.“

## Adaption
Schirn-Museum Frankfurt am Main 2019: In einer Ausstellung von Werken des österreichischen Bildhauers Bruno Gironcoli, der seine Skulptur „Modell in Vitrine. Entwurf für eine Figur“ (1968) „Murphy“ nennt, wird ein Bezug zu Becketts Roman hergestellt. „[D]as Bild, das Beckett mit dem an den Schaukelstuhl gefesselten Murphy malt, [kann] als programmatisch für den gesamten Roman stehen: Existieren als unmittelbare Erfahrung. Oder wie es ein Freund von Murphy auf den ersten Seiten des Romans formuliert: „Murphy, all life is figure and ground.“ Damit führt uns Beckett im Gegenzug nur die Absurdität unseres eigenen Lebens, unserer Bestrebungen, unserer „Bedeutung“ vor Augen.“